# رغد مجدي
رغد مجدي محمد مصطفى لاعبة تنس الطاولة مصرية، وُلدت في 7 مارس 1983. مثلت مصر في دورة الألعاب الأولمبية الصيفية 2012.

## روابط خارجية
- رغد مجدي على موقع أوليمبيديا (الإنجليزية)